# Los cuentos de Beedle el Bardo
Los cuentos de Beedle el Bardo (título original en inglés: The Tales of Beedle the Bard) es un libro de relatos para niños escrito por la autora británica J. K. Rowling. Fue mencionado por primera vez en el séptimo libro del ciclo novelístico Harry Potter y, mediante el recurso de la metaficción, la autora lo hizo pasar por un libro real que habría sido escrito en el siglo XV por Beedle, reconocido autor en la literatura de los magos que habría vivido en Yorkshire.
El libro fue escrito por Rowling tras la publicación de Las reliquias de la Muerte; la autora no ideó este libro con el objetivo de publicarlo sino que produjo una edición limitada de solamente siete copias hechas a mano. Los volúmenes contaron con ilustraciones realizadas por la misma autora y uno de ellos se ofreció en una subasta en el año 2007, siendo adquirido por el sitio web Amazon.com. El portal de ventas on-line pagó 1,95 millones de libras esterlinas (3,98 millones de dólares) por el ejemplar, convirtiéndose de ese modo en el manuscrito literario moderno que mayor cotización ha conseguido en una subasta. El dinero recaudado se destinó a la campaña de caridad The Children's Voice, que preside Rowling junto con Emma Nicholson, baronesa de Winterbourne.
Dada la creciente demanda por conocer el texto de los seguidores de la saga Harry Potter, la autora aceptó publicar la colección de cuentos el 4 de diciembre de 2008 a nivel mundial. Lo recaudado se destinó a la organización Children's High Level Group.

## La obra dentro de la obra
En el marco de la ficción, el libro de Beedle apareció por primera vez en la última novela de la saga —Harry Potter y las reliquias de la Muerte—, cuando se reveló el testamento de Albus Dumbledore. Según el documento, el exdirector del colegio Hogwarts dejó en herencia una serie de objetos a Harry Potter, Ron Weasley y Hermione Granger, entre los cuales se encontraba un ejemplar de Los cuentos de Beedle el bardo, que fue legado a Hermione Granger. El ejemplar era la copia de una edición original del texto, escrito en runas antiguas. Es descrito como un libro de aspecto viejo, con la cubierta manchada y a punto de despegarse. El título del libro estaba escrito en la cubierta con el sistema rúnico.

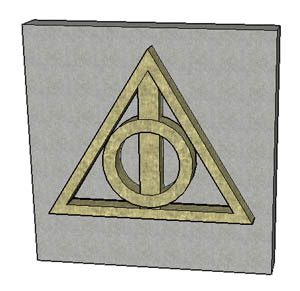
El símbolo de las reliquias de la Muerte, objetos aludidos en Los cuentos de Beedle el Bardo

Ni Harry ni Hermione habían oído hablar anteriormente sobre el libro en cuestión, debido a que ambos habían sido criados en hogares muggles, y no habían tenido contacto con el folclore y la literatura de la comunidad mágica. Ron, hijo de brujos, mencionó que los cuentos escritos por Beedle eran extremadamente populares entre los niños magos y que seguramente todos habían escuchado alguno de esos relatos aunque no fuera más que en otra versión o refundición de los mismos. Se comparó la popularidad de la antología de relatos con la de cuentos como «Blancanieves y los siete enanitos» o «Cenicienta» entre los no magos.
A lo largo de la novela, Hermione fue completando la traducción del ejemplar. Este le fue legado por Dumbledore con un objetivo específico: ayudar al trío de amigos en su viaje alrededor del país buscando los horrocruxes de lord Voldemort. Uno de los cuentos de la antología («La fábula de los tres hermanos») contenía un relato distorsionado sobre el origen de las reliquias de la Muerte, tres misteriosos objetos con poderes inusitados. Cuando los amigos acudieron a Xenophilius Lovegood, este les ayudó a interpretar la fábula y a reconocer cuáles eran los tres poderosos artefactos. El objetivo de Dumbledore era ponerlos al tanto de la existencia de dichas reliquias pero también de su carácter ambivalente como armas de doble filo.

## El autor

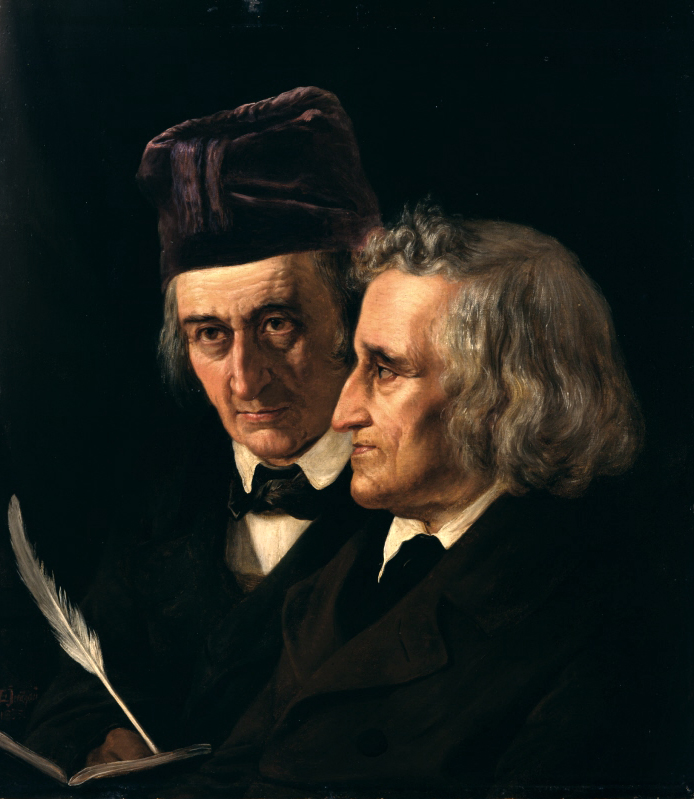
Se han señalado paralelismos entre Beedle el bardo y los hermanos Grimm.

En el marco ficticio del universo Harry Potter, Beedle fue un escritor que vivió durante el siglo XV de la era cristiana en la región de Yorkshire. Rowling caracteriza a Beedle como un amante de los muggles, lo cual contrasta con la época en que vivió –un período histórico caracterizado por persecuciones y cacerías de brujos– y también como un feminista. Sin embargo, esta última idea ha sido cuestionada por el carácter anacrónico de ese concepto aplicado al siglo XV.
El Dr. Graeme Davis buscó justificaciones para el nombre del escritor dado que el mismo no es un nombre de pila en lengua inglesa; Davis encontró dos posibles explicaciones: por un lado, el nombre del bardo podría ser una alusión de Rowling al cronista Beda, un monje benedictino de Northumbria al que se considera como el padre de la historiografía inglesa. Beda vivió entre los siglos VII y VIII d. C. y se dedicó a recopilar poesía popular así como a redactar crónicas varias sobre los pueblos del territorio. Por otro lado, Davis señaló que Beedle era un apellido común en el condado de Yorkshire, lugar donde supuestamente vivió el bardo ficticio.
Davis también indicó diversas fuentes de inspiración que pudieron haber influido en J. K. Rowling al crear al personaje de Beedle y sus relatos. Para empezar, el estudioso advirtió que la escritora había vivido en la frontera de Inglaterra y Gales, una región prolífica en bardos como Taliesin durante la Edad Media, por lo que habría estado en contacto con las tradiciones poéticas de la región. Los bardos galeses se encargaban de preservar relatos y canciones de la tradición oral y transmitirlos a su audiencia; además, los bardos formaban parte de la estructura social, poseían diferentes rangos y ensayaban para realizar su trabajo como narradores.
Según Davis, en el personaje creado por Rowling pueden percibirse los ecos de muchos narradores reales de historias afines a las de Beedle, como ser Jean de la Fontaine, Ludovico Ariosto, Esopo o Boccaccio. El problema en torno a la figura de Beedle es la ausencia de información sobre la autoría de los relatos, pues Los cuentos de Beedle el bardo no aclaran si el narrador recopiló relatos de acervo popular o si estos fueron productos de su creación. En el primer caso, habría una analogía entre Beedle y los filólogos románticos Wilhem y Jacob Grimm, quienes se encargaron de recopilar cuentos populares que en su momento habían sido relatados por bardos itinerantes. En el segundo, el parangón de Beedle sería el escritor danés Hans Christian Andersen, cuyas historias muestran grandes influencias folclóricas pero eran, en definitiva, de su propia autoría.

## Argumento
Las diferentes historias recogidas en este volumen muestran una galería de personajes, tipos y arquetipos comunes en el mundo de los magos creado por J. K. Rowling. Cada narración habría sido escrita por Beedle en el siglo XV d. C. con fines didácticos.

### El mago y el cazo saltarín
Narra las vicisitudes de un brujo que hereda un viejo caldero de su padre. Aquel había sido un mago amable y respetado por sus vecinos muggles que usualmente le pedían ayuda para solucionar sus problemas. Pero el hijo es todo lo contrario a su padre y se niega a usar su magia en beneficio de su prójimo, por lo cual el caldero mágico —que cuenta con un pie de metal— comienza a acosarlo hasta que lo hace arrepentirse.

### La fuente de la buena fortuna
Trata sobre tres brujas —Asha, Altheda y Amata— que, junto a un caballero en desgracia —Sir Desgracia—, se embarcan en la empresa de llegar hasta una fuente emplazada en un jardín encantado. Las aguas de dicha fuente, según se cree, tienen el poder de conceder deseos a quien se bañe en ellas. Las tres mujeres enfrentan una serie de pruebas pero finalmente deciden ceder su derecho a usar las aguas al caballero que las ha ayudado.

### El corazón peludo del brujo
Un mago (Warlock, en el original) decide inmunizarse de la debilidad que el amor representa para él. En consecuencia, el brujo realiza un poderoso acto de magia negra y se extirpa su propio corazón, el cual mantiene en un profundo calabozo de su castillo. Un tiempo después, el mago decide casarse y corteja a una joven muchacha recién llegada a la región. Ambos terminan descendiendo a las mazmorras y el corazón del brujo —ahora peludo y marchito — fuerza a su dueño a tratar de arrancarle el suyo a la joven y ésta muere. Al final el brujo se suicida con una daga.

### Babbitty Rabbitty y su cepa carcajeante
En este cuento, un rey muggle manda perseguir a todos los magos del reino con el objetivo de convertirse en el único capaz de realizar proezas mágicas en su tierra. Entonces, convoca a un mago para que le enseñe las artes mágicas y un charlatán aparece para instruirlo. Sin embargo, el rey se exaspera ante la falta de progreso y demanda poder realizar magia ante la corte. El charlatán, desesperado, exige a Babbitty que use su varita para realizar algunos trucos haciéndolos pasar como obra del monarca pero cuando este intenta reanimar a un perro muerto sin conseguirlo, el rey, el falso mago y la guardia real se lanzan en persecución de la vieja lavandera. Ésta desaparece y todos creen que se ha convertido en un viejo árbol el cual cortan con la esperanza de acabar con la bruja. No obstante, Babbitty (quien resulta ser una animaga) se transforma en conejo y se esconde en el tocón para asustar al rey. Este termina aboliendo las proclamas de persecución contra los magos y levanta una estatua en honor a la bruja.

### La fábula de los tres hermanos
Inspirada en «El cuento del bulero», contenido en la obra de Geoffrey Chaucer Los cuentos de Canterbury, cuenta la historia de tres hermanos que pasan un río al atardecer utilizando magia para crear un puente. Cuando están pasando, se encuentran con la Muerte quien, muy sorprendida porque la burlaron, les ofrece un regalo a cada uno. El hermano mayor pregunta por la varita más poderosa del mundo, entonces la Muerte corta una rama de un saúco que tenía atrás y le da una varita de saúco quien después se hizo muy fuerte el hermano mayor que fue peleando diciendo que tenía la varita más poderosa hasta que un día una persona lo mató mientras dormía y la Muerte se cobró al primer hermano. El hermano mediano preguntó por la habilidad de resucitar a las personas, por lo que la Muerte le dio una piedra que podría resucitar a las personas que más amaba. Entonces la usó para revivir a su amante quien se había muerto, pero su visión de ella como un ser parcialmente vivo y triste por estar de nuevo en el mundo de los mortales, hizo que se volviese loco y se quitase la vida. La Muerte se cobró al segundo hermano. El hermano menor fue más inteligente que los demás; preguntó por la forma de hacer que la Muerte no lo siguiese, por lo que ésta cortó una parte de su manto y se lo entregó enojada. Entonces el hermano menor vivió por mucho tiempo hasta que le entregó la capa de invisibilidad a su hijo. Contento con la vida que había llevado, saluda a la Muerte como a una vieja amiga e igual.

## Análisis

### Estructura

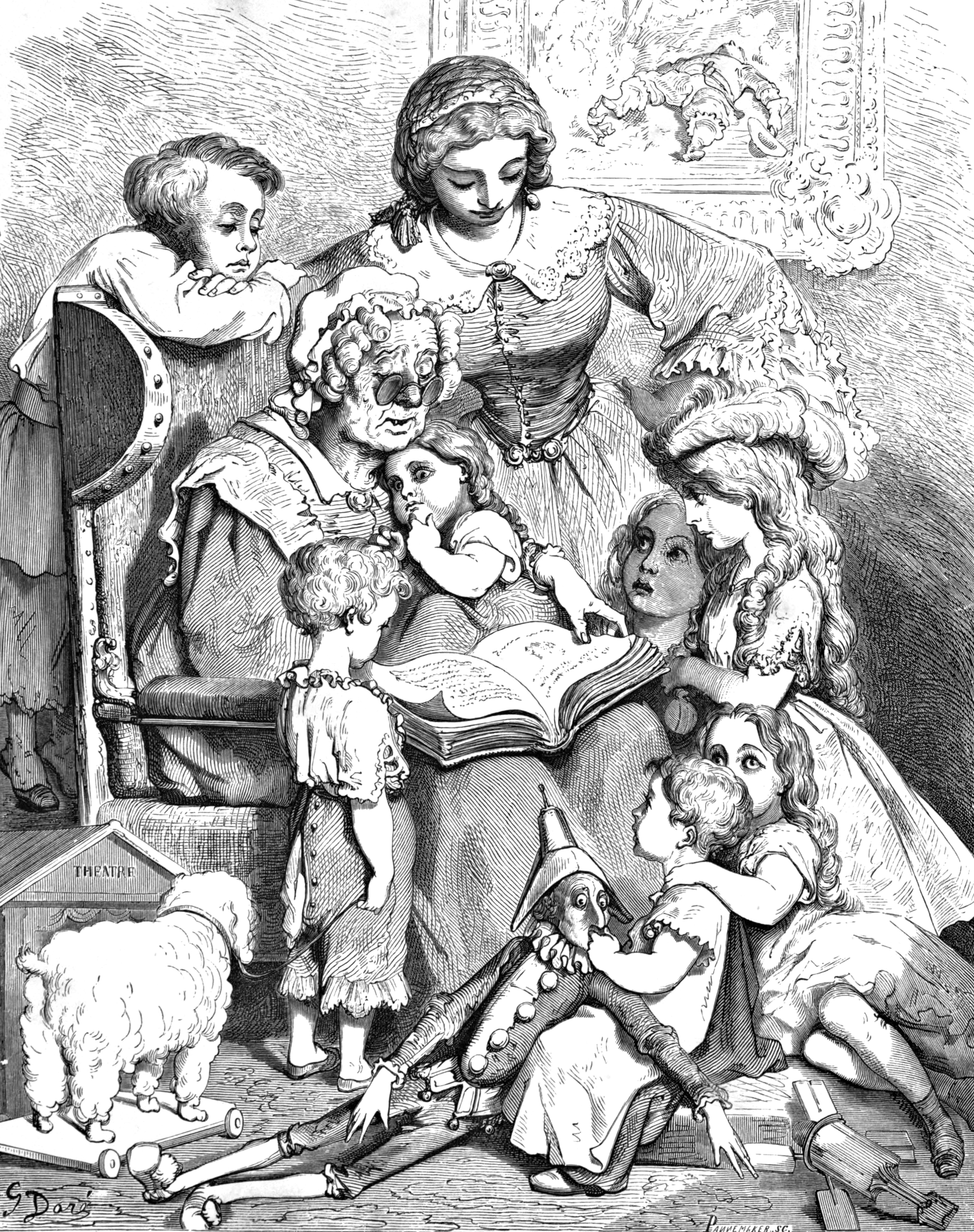
Los relatos de Beedle funcionan del mismo modo en el mundo ficticio de Rowling que en el mundo real.

Los relatos que contiene la colección de cuentos no están unidos por algún tipo de marco o cornice narrativa como en el caso de Las mil y una noches, Los cuentos de Canterbury de Chaucer o el Decamerón de Boccaccio, otros famosos libros de relatos con influencia folclórica. Cada cuento es autónomo con respecto al anterior tanto en lo referente a personajes como a su aparición dentro del libro.
Las distintas ediciones publicadas alrededor del mundo cuentan con una introducción firmada por J. K. Rowling y los comentarios de Albus Dumbledore a cada relato. Ambos elementos no se encuentran en los siete ejemplares originales. En la introducción, la autora asume el papel de mediadora entre el mundo mágico y el muggle recurriendo a la metaficción. Por un lado manifiesta su intención de aclarar los términos incomprensibles para el no-mago mediante un sistema de notas; por el otro, ella se pone en el papel de editora del texto al responsabilizarse de la presente edición que habría sido autorizada por Minerva McGonagall, directora del Colegio Hogwarts.

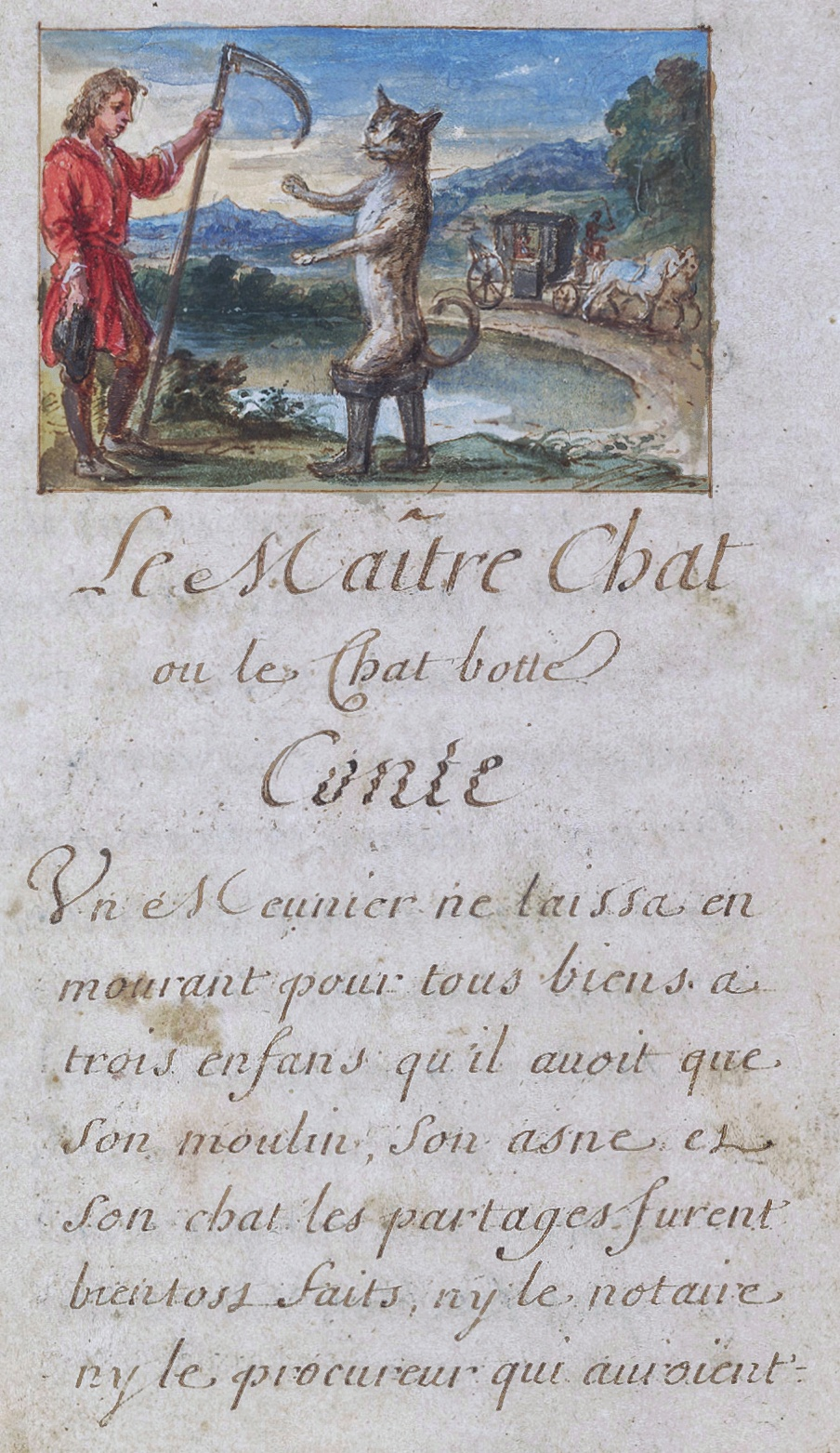
«El Gato con Botas», famoso cuento de hadas de Charles Perrault.

Rowling comenta que el libro incluye las notas de Albus Dumbledore, uno de los magos e intelectuales más reconocidos del mundo mágico en el siglo XX. En sus comentarios, el director de Hogwarts analiza los relatos, cuenta anécdotas relacionadas con los mismos y menciona debates e interpretaciones suscitadas con el correr de los años.
Según un estudio filológico, las notas habrían sido completadas unos 18 meses antes de la muerte del mago a mediados de 1997, aunque se desconoce si Dumbledore habría escrito dichos textos por el mero placer de escribirlos o para una futura publicación del libro; las notas se encontraron en el archivo de Hogwarts junto con otros papeles y documentos que el director legó en su testamento. Esta estrategia, sumada a los tejemanejes de la metaficción, constituye el cruce entre realidad y ficción que caracteriza también a los otros libros-apéndice de la serie Potter: Animales fantásticos y dónde encontrarlos y Quidditch a través de los tiempos. La idea de las «notas encontradas en el archivo de Hogwarts» remite a la técnica del manuscrito encontrado, una operación literaria muy común en textos como Don Quijote de la Mancha de Cervantes –que juega constantemente con esa idea–, Manuscrito cuervo. Historia de Jacobo de Max Aub y que también figura entre las múltiples instancias enunciativas en el marco narrativo de Otra vuelta de tuerca. Davis indicó el vínculo que esta técnica establece entre los cuentos de Beedle y las novelas góticas como El castillo de Otranto de Horace Walpole, la cual comienza recurriendo a la mencionada estrategia.

### Género
Los relatos contenidos en el libro guardan similitudes estilísticas y funcionales con los cuentos de hadas muggles. En el prólogo se establece la importancia cultural que tiene Los cuentos de Beedle el bardo para la comunidad mágica y se delinean sus rasgos principales: al igual que en los cuentos de hadas tradicionales para los no magos «normalmente se recompensa la virtud y se castiga la maldad». No obstante, estos relatos difieren de los que escribieron Charles Perrault, Hans Christian Andersen, Giambattista Basile o los que recopilaron los hermanos Grimm por el hecho de que la presencia de la magia –herramienta que sirve de deus ex machina en aquellas narraciones– no representa la solución a todos los problemas de los personajes, quienes a pesar de dominar las artes mágicas deben resolver sus dilemas de otro modo. Además, las protagonistas femeninas se distinguen aquí por ser «mucho más activas en lo que concierne a la búsqueda de sus respectivas fortunas».
Sin embargo, si un cuento de hadas se definiese solamente por la aparición de la magia sería muy difícil adscribir Los cuentos de Beedle el bardo a ese subgénero. Davis propuso como rasgo definitorio la ruptura para con el orden natural de las cosas; si en el mundo de Harry Potter la magia es algo común, entonces la transgresión de las leyes mágicas representaría esa ruptura que hace excepcionales a estas narraciones.

### Estilo y recursos
- Fórmulas y elementos triádicos

Las fórmulas de enlazamiento son un recurso muy frecuente a lo largo del texto, como también lo son en el reservorio general de relatos maravillosos. El procedimiento se advierte en el inicio de la mayoría de los relatos de Beedle, que recurre a los consabidos «había una vez», «hace mucho tiempo». Según ha apuntado el psicoanálisis, la presencia de estas expresiones formulísticas «sugieren que lo que sigue no pertenece al aquí y al ahora que conocemos», pero en el caso particular de Los cuentos de Beedle el bardo no se devuelve al supuesto lector modelo al mundo de la realidad con la fórmula de desenlace.
Otras fórmulas de enlace que brindan sentido de homogeneidad son las que se relacionan con las estructuras tripartitas o triangulares, algo muy recurrente en la literatura de profundas raíces folclóricas. Se ha dicho que la predominancia de dicho número en obras de carácter maravilloso tiene que ver con cuestiones de memorización y concepción del mundo.
Tres personas van a ver al brujo de «El mago y el cazo saltarín», una mujer que llega por la noche, un viejo por la mañana y una joven por la tarde. Los tres son precedidos por indicaciones temporales, dan explicaciones de sus necesidades y desaparecen tras la misma fórmula: «y le cerró la puerta en las narices». En «La fuente de la buena fortuna» se presenta sucesivamente a las tres heroínas del relato con sus cavilaciones y malestares. Cada una es probada en sucesivas ordalías y triunfa, renunciando a su derecho de sumergirse en la fuente con una expresión hecha. El protagonista de «El corazón peludo del brujo» se enfrenta a los dichos sucesivos de familiares, otros muchachos de su edad y de sus propios sirvientes. Babbity Rabbity interactúa con el rey del cuento en tres exhibiciones de proezas mágicas estructuradas en torno a fórmulas lingüísticas como «De entre los arbustos, Babbity…». Por último, «La fábula de los tres hermanos» repite el modelo instaurado por el relato de la fuente al presentar a los tres personajes centrales identificados con características puntuales (combatividad, arrogancia y humildad unida a la sabiduría). 
- Comentario y estrategias metaficcionales

Tomando Los cuentos de Beedle el Bardo en su integridad, los comentarios de Dumbledore sobre cada uno de los cuentos también coadyuvan para construir e incluso completar los relatos mediante una relación denominada metatextualidad por Gérard Genette. Dumbledore analiza el contexto de producción del relato, las posibles ideas que incidieron en su gestación, las interpretaciones que ha recibido y detalles anecdóticos en torno a los mismos; todo esto, unido a diversas estrategias para mantener la del juego de espejos, construye un todo interdependiente. Entre las estrategias para sostener la metaficción se encuentran las afirmaciones de Rowling vertidas en la introducción (referidas a las circunstancias de la publicación del libro); la táctica del manuscrito encontrado o su variante, el manuscrito traducido; la supuesta autorización de Minerva McGonagall para divulgar los relatos y la petición de la directora para que se aclare su situación como animaga en una nota al pie. Por otro lado, Rowling crea diversos textos ficticios relacionados con Los cuentos de Beedle el bardo, haciendo aparecer en las notas de Dumbledore textos ad hoc de autores como Beatrix Bloxam que han opinado sobre las narraciones del libro y otros que han reelaborado dichas fábulas.
- Intertextualidad

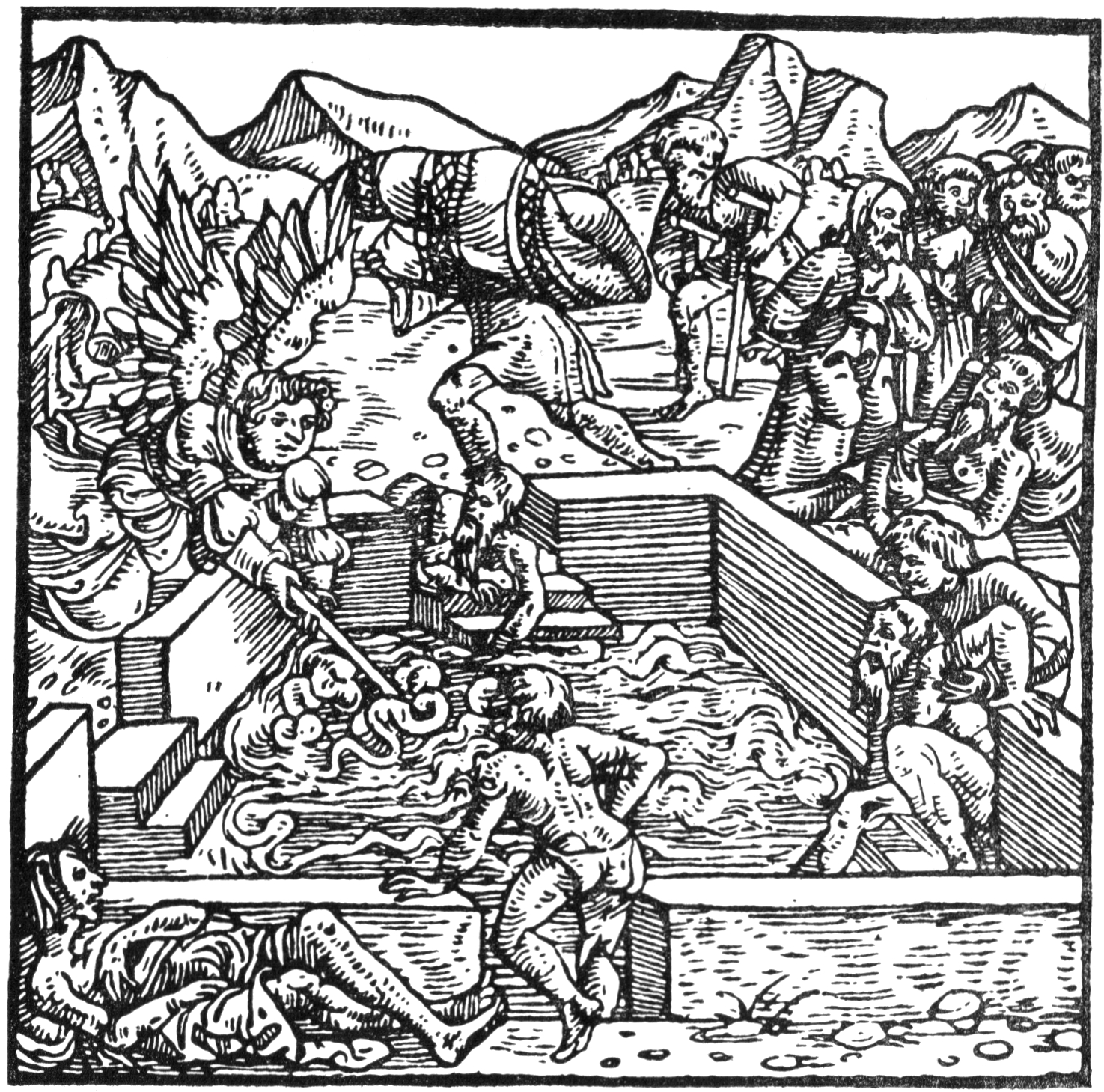
Piscina de Bethesda.

A lo largo del libro se presentan varias alusiones a textos de otros autores como Geoffrey Chaucer y Alexander Pope. En el primer caso, Rowling admitió la posible influencia de «El cuento del bulero» en «La fábula de los tres hermanos» que ella escribió. Ambos relatos poseen similitudes como la presencia de tres hermanos y su relación con la muerte y la codicia. En el caso de Pope, Albus Dumbledore cita un verso que el famoso poeta escribió para su Ensayo sobre el hombre de 1734. El verso habla sobre el carácter eterno de la esperanza humana y Dumbledore lo utiliza para hablar sobre la leyenda de las reliquias de la Muerte que según él muestra el deseo por vencer la fatalidad. Por otra parte, en «La fuente de la buena fortuna», la figura de Sir Desgracia es, en la opinión de Davis, una referencia a Don Quijote, ya que su incompetencia como caballero y su raquítico caballo acusan el parecido con aquel hidalgo manchego. Algo similar ocurre con la lombriz blanca, que impide el paso al caballero y a sus tres acompañantes, la cual apunta a La madriguera del gusano blanco –una novela de Bram Stoker– y a la lombriz de Lambton, criatura legendaria del noreste de Inglaterra y protagonista de una conocida canción de C. M. Leumane que ha pasado a la tradición oral. En el mismo cuento existen influencias «ya sean conscientes o inconscientes» del libro de Lyman Frank Baum El maravilloso mago de Oz. Las similitudes están dadas por el rol de guía que tiene la presencia femenina en ambos relatos, los obstáculos que enfrenta el cuarteto de personajes en cada caso y las recompensas que en aquella novela son objetos sin ningún poder como la fuente del cuento de Beedle. La fuente mencionada en la historia tiene además un rasgo en común con la piscina de Bethesda que según se dice en La Biblia posee propiedades curativas equiparables al poder de la fuente de la buena fortuna para «curar» a los personajes de sus males. Ambas fuentes de agua afectarían solamente para el primero que se zambulla en ellas.
Se ha señalado también que el título del libro podría constituir un juego de palabras que interactúa con el nombre de la ópera Los cuentos de Hoffman de Jacques Offenbach. En dicha ópera se adaptaron relatos de E. T. A. Hoffmann, quien como Beedle fue un reconocido escritor de relatos infantiles como «El cascanueces y el rey ratón» y «El hombre de arena». «Babbitty Rabbitty y su cepa carcajeante», por otro lado, es una variación del relato «El traje nuevo del emperador», de Hans Christian Andersen.
- Nombres y juegos de palabra

Al igual que en la serie Harry Potter, Rowling utiliza aquí el procedimiento de la nominalización, mediante el cual le confiere a sus personajes nombres con fuerte carga semántica. Así, el apellido de la lavandera Babbitty Rabbitty, por su parecido con la palabra rabbit («conejo» en inglés) funciona como guiño de la autora hacia la forma que esta adopta como animaga. El mismo procedimiento se utilizó en Harry Potter y el prisionero de Azkaban con los personajes de Remus Lupin y Sirius Black.
Las tres brujas que buscan la fuente en el segundo relato poseen nombres relacionados con sus respectivos malestares, virtudes o formas de autosuperación. Asha es una variante del árabe aisha («vida y esperanza») y significa «vivo y saludable», una referencia evidente a su salud. Altheda proviene del griego y significa «como una flor», aunque el vocablo es un derivado de althea, es decir, «hierba curativa», elemento que supone la solución a los problemas socioeconómicos del personaje. Por último, Amata proviene del latín amada que significa lo mismo que en español y hace referencia a la pena de amor que sufre la protagonista.
Existe una serie de juegos lingüísticos en la fábula «El mago y el cazo saltarín»; allí se utiliza una serie de vocablos polisémicos que construyen diferentes interpretaciones, tanto literales como metafóricas. Hopping pot, el nombre original del cazo, designa un objeto utilizado en la recolección del lúpulo (hop), una práctica tradicional en los condados del sudeste inglés hasta la década de 1970, cuando el proceso se mecanizó. En la variedad lingüística conocida como jerga rimada Cockney, Hopping pot ha sufrido un proceso de desplazamiento semántico y ha pasado a significar lot («parcela», «porción», «lote») y más específicamente bad lot, la cantidad de cosas malas que uno debe aceptar. El cazo inventado por Rowling es a la vez una metáfora y a la vez un personaje real dentro del marco ficticio del cuento.
Por otro lado, el verbo stir («revolver» en el sentido literal que le otorga el cuento) puede entenderse en relación con el Stir-up Sunday, fecha que dentro de la Iglesia de Inglaterra designa al último domingo antes del período litúrgico de Adviento. Para esa fecha se supone que los fieles deben realizar buenas acciones como las que el caldero fuerza al mago del cuento a realizar.
Davis afirmó que en «El corazón peludo del brujo» se utiliza lenguaje figurado cuando se dice que la bruja «abrazó» al mago y que los «apetitos [del corazón] se habían vuelto potentes y perversos». Este uso aludiría a una posible violación.
- Paratextualidad:

El libro está acompañado por una serie de ilustraciones realizadas por la propia autora y que, por tanto, muestran su visión sobre los elementos que ella plasma en sus cuentos. 
Los dibujos que acompañan a «La fuente de la buena fortuna» son particularmente significativos; en el primero de ellos se ve la espada y el escudo de Sir Desgracia, el cual tiene la representación de una serpiente. Esto es importante porque la serpiente es el símbolo de Salazar Slytherin –fundador del colegio Hogwarts en Harry Potter y defensor de la pureza de sangre–, lo que podría sugerir que la familia Slytherin tiene descendencia no mágica a pesar de su proverbial desprecio por los muggles. El segundo dibujo muestra cómo las tres brujas guían el trayecto a través del jardín en lugar del caballero, cosa que marca el poder femenino el relato. En la última ilustración aparece la fuente adornada por una serie de símbolos relacionados con la astrología; ya que la fuente en verdad no tiene propiedades mágicas, se puede interpretar que estos símbolos hablan de la astrología como un fraude comparable al que representa la fuente.
La ilustración de la calavera en «El cuento de los tres hermano» indica el tema del cuento (el mismo que en los libros de Harry Potter) y da una señal de que Rowling no se inhibe ante el mismo y le da un tratamiento serio.

### Temática y tópicos literarios
Las diferentes narraciones vehiculan una serie de temas universales que se convierten en el tronco de cada una, ya que estos –como los cuentos de hadas de los muggles–, poseen una fuerte carga moral.
El primero de ellos habla sobre el egoísmo y el racismo, dos actitudes que el protagonista tiene que abandonar cuando comienza a ser acosado por el cazo saltarín. En el cuento, el brujo se niega a ayudar a los vecinos muggles con sus desgracias durante una época donde los magos eran perseguidos por la Inquisición. De acuerdo con el comentario de Dumbledore, este relato ha despertado mucha polémica por su mensaje de convivencia pacífica entre magos y muggles. En la inquina que algunos magos muestran hacia sus congéneres sin magia subyace «una metáfora del enfrentamiento xenófobo y del horror a la mezcla de las sociedades actuales». El mismo tema aparece en menor medida en «La fuente de la buena fortuna», donde una de las brujas se casa con el hidalgo muggle. Sin embargo, el eje temático allí es la cooperación y la confianza que los personajes ganan en sí mismos ayudándose a superar los obstáculos. Mercedes Estramil sostuvo que en el relato propone que «el éxito en la vida es sobre todo una cuestión de actitud».
«El corazón peludo del brujo» habla sobre «las oscuras profundidades dentro de todos nosotros», de ahí su popularidad en la comunidad mágica. En esta historia, la magia se muestra incapaz de controlar las pasiones humanas así como en otras no puede solucionar los problemas de sus personajes. El brujo del título queda reducido a un ser bestial e incivilizado dominado solo por sus instintos a causa del atentado que ha cometido contra sí mismo. Al confinar su corazón en las profundidades de su castillo (que podría simbolizar el inconsciente del brujo), este se vuelve maligno y su perversidad se manifiesta en los pelos que le crecen.
La historia de la lavandera Babbity Rabbitty habla sobre el abuso de poder por parte del rey y del oportunismo del charlatán que, con sus mentiras, embauca al monarca y lucra con sus ilusiones. El cuento también aborda una preocupación central de la obra de Rowling: la muerte y la dificultad del ser humano para aceptarla. En este aspecto, los dos últimos relatos de la colección se hallan fuertemente unidos, aunque la fábula sobre los tres hermanos desarrolla en mayor extensión el tema. En esta última, el hermano menor triunfa por demostrar humildad y sensatez ante la Muerte, algo que sus dos hermanos no han hecho. Dumbledore sostiene que el relato ejemplifica su idea de que el ser humano tiene la desgracia de buscar lo que le es más perjudicial creyendo que busca su bien. La idea de la muerte igualitaria se presenta en «La fábula de los tres hermanos», ya que la moraleja, como señala Albus Dumbledore, es que tanto magos como humanos buscan la forma de evitar la muerte pero nadie conseguirá jamás dicha meta. La fatalidad, según propone el relato, es inexorable para todos y debe ser aceptada.
Otros tópicos utilizados a lo largo del texto también abrevan en la cultura clásica grecorromana y atraviesan tanto a la literatura de origen culto como a la popular. Entre los mismos aparece el locus amoenus, o «jardín placentero» que se concreta en la visión del jardín cerrado y edénico descrito en «La fuente de la buena fortuna»; el jardín también podría remitir al que describe Edmund Spenser en La reina de las hadas. La visión del mismo no es, sin embargo, la visión tradicional del lugar plenamente placentero, sino que como en Las metamorfosis de Ovidio presenta algunos matices de riesgo y sufrimiento –las pruebas– junto a lo alegre y feliz –la supuesta recompensa de la fuente–. En el mismo cuento, el personaje de Amata posee reminiscencias del tópico de los efectos de amor y su cura, ya que los recuerdos de su anterior pareja no la dejaban vivir en paz y la sumían en el dolor.

## El libro real

### Gestación
Tras concluir Harry Potter y las reliquias de la Muerte, J. K. Rowling comenzó a escribir los relatos de la colección que se adjudica al bardo Beedle dentro de la novela. Según manifestó la autora británica, la escritura de esta colección de cuentos fue una suerte de despedida del universo que creó para las aventuras del mago adolescente Harry Potter. «La gente vivía diciéndome 'estarás contenta de tomarte un respiro de la escritura', pero en realidad no me estaba tomando ningún recreo», declaró en referencia al que le insumió la creación de esta antología. Para Rowling fue un alivio escribir por puro placer y sin fechas de entrega a las cuales se había visto atada desde la publicación de Harry Potter y la piedra filosofal.
Se produjeron siete ejemplares de Los cuentos de Beedle el bardo que Rowling escribió a mano e ilustró. Los siete manuscritos contaron con unas 160 páginas y fueron encuadernados en piel marroquí de color café, con adornos de plata y estampas hechas a mano. Además, el séptimo ejemplar contaba con incrustaciones de piedra de luna que fueron realizadas por la joyería y orfebrería Hamilton & Inches de Edimburgo. Graeme Davis, autor de Exploring Beedle the Bard, sugirió que las cinco incrustaciones de los libros representaban los cinco relatos del volumen y que el aspecto de esos manuscritos remitía al de los elaborados manuscritos medievales, libros considerados también como objetos artísticos en sí.
Según pudo constatarse en la dedicatoria de cada uno de los mismos, Rowling escribió: «Seis de estos libros fueron entregados a aquellos que en estos 17 años han estado más vinculados a los libros de Harry Potter. A quien vaya a poseer este libro, gracias y que la suerte te acompañe».

Cuando me puse a buscar regalos de agradecimiento para las personas que han colaborado más de cerca en los libros de Harry Potter a lo largo de estos años, nada que se pudiera encontrar en una tienda me pareció lo suficientemente personal. Por ello decidí escribir a mano un número limitado de ejemplares de Los cuentos de Beedle el bardo.
–J. K. Rowling.

Los receptores no fueron identificados inicialmente. Sin embargo, trascendió que Barry Cunningham, primer editor de Rowling, había sido uno de los destinatarios. De hecho, el propietario del ejemplar cedió el libro a la Biblioteca Nacional de Escocia por espacio de un mes para realizar una exhibición del mismo en octubre de 2008. El otro nombre que se difundió fue el de Arthur A. Levine, el editor norteamericano de Scholastic, la editorial que publicó las siete novelas de Harry Potter en Estados Unidos. Levine prestó su ejemplar para una muestra realizada en la Biblioteca Pública de Nueva York.
Rowling, quien no planeaba publicar el libro, decidió subastar el séptimo ejemplar para recaudar fondos de beneficencia para una organización no lucrativa. La campaña The Children’s Voice (La voz de los niños) fue la destinataria de lo recaudado, siendo la misma una iniciativa de la organización Children's High Level Group que la autora y la eurodiputada Emma Nicholson fundaron para ayudar a mejorar la vida de niños que viven en albergues y orfanatos de Europa.

### Subasta
El séptimo ejemplar fue subastado el 13 de diciembre de 2007. El libro de 160 páginas, llamado «Moonstone Edition» se exhibió el 26 de noviembre en Nueva York y el 9 de diciembre en Londres antes de la subasta. Se lo cotizó inicialmente en unas 30.000 libras (62.000 dólares) y se esperaba que alcanzase unas 50.000 libras (103.000 dólares) aproximadamente. Días antes de la subasta, la autora efectuó una lectura de algunas páginas del libro.
Sotherby’s, la casa de subastas, creó también un catálogo con información y reproducciones facsimilares del libro cuyas ganancias también fueron destinadas a causas benéficas. En la misma subasta se remató una ilustración inédita de la autora. Más allá de todos los pronósticos, la suma conseguida por el manuscrito superó por mucho las expectativas en torno al mismo, batiendo récords y convirtiéndose en el manuscrito moderno mejor cotizado. La cifra conseguida fue de 1.950.000 libras (3.980.000 dólares) y fue adquirido por Hazlitt Gooden and Fox, una empresa dedicada al comercio de obras de arte. Dicha empresa representó al sitio Amazon.com en la compra. Rowling declaró sentirse extremadamente feliz por la suma recaudada para The Children's Voice. En sus propias palabras: «La Navidad ha llegado antes para mí».
Amazon no podía publicar o reproducir los cuentos ya que los derechos de autor seguían en poder de Rowling. Sin embargo, el sitio web publicó una serie de resúmenes de los relatos y permitió a los usuarios formular preguntas sobre los mismos.

Los términos de la venta no nos permiten (comprensiblemente) reproducir el texto del libro, por lo que vamos a hacer lo posible por compartir [tanta información] como podamos.
Amazon.com.

La autora, pese a los pronósticos, manifestó su beneplácito con respecto a la compra efectuada por el sitio web: «Estoy encantada de saber que la edición de piedra lunar de Beedle no estará cogiendo polvo en una caja de seguridad, sino que saldrá para efectuar un tour por librerías infantiles». En 2008, el sitio de subastas en línea también organizó un concurso para que los seguidores de Rowling pudiesen viajar a Londres a leer el libro. En dicho concurso participaron personas de los países angloparlantes y Argentina como único representante de habla hispana.

### Publicación
El 31 de julio de 2008 se anunció que Los cuentos de Beedle el bardo sería publicado, a pesar de que la autora no tenía intenciones de hacerlo cuando lo creó. El libro, según se anunció, estaría disponible en una edición estándar y en otra para coleccionistas, aunque ambas contarían con las ilustraciones hechas por Rowling. Además, se anunció que el libro poseería una introducción escrita por la narradora escocesa y notas explicativas de Dumbledore. El anuncio se llevó a cabo en el sitio web de J. K. Rowling, quien escribió al respecto:

Hubo una comprensible decepción entre los fans de Harry Potter cuando sólo una copia de Los cuentos de Beedle el Bardo fue ofrecida para publicarse el diciembre pasado. Y por lo tanto, estoy complacida en anunciar que, gracias al generoso apoyo de Bloomsbury, Scholastic y Amazon (quien compró la copia manuscrita en la subasta) –y con la bendición de las personas maravillosas que poseen los seis libros originales– Los cuentos de Beedle el bardo estarán ahora disponibles por completo para los fanáticos de Harry Potter.
–J. K. Rowling.

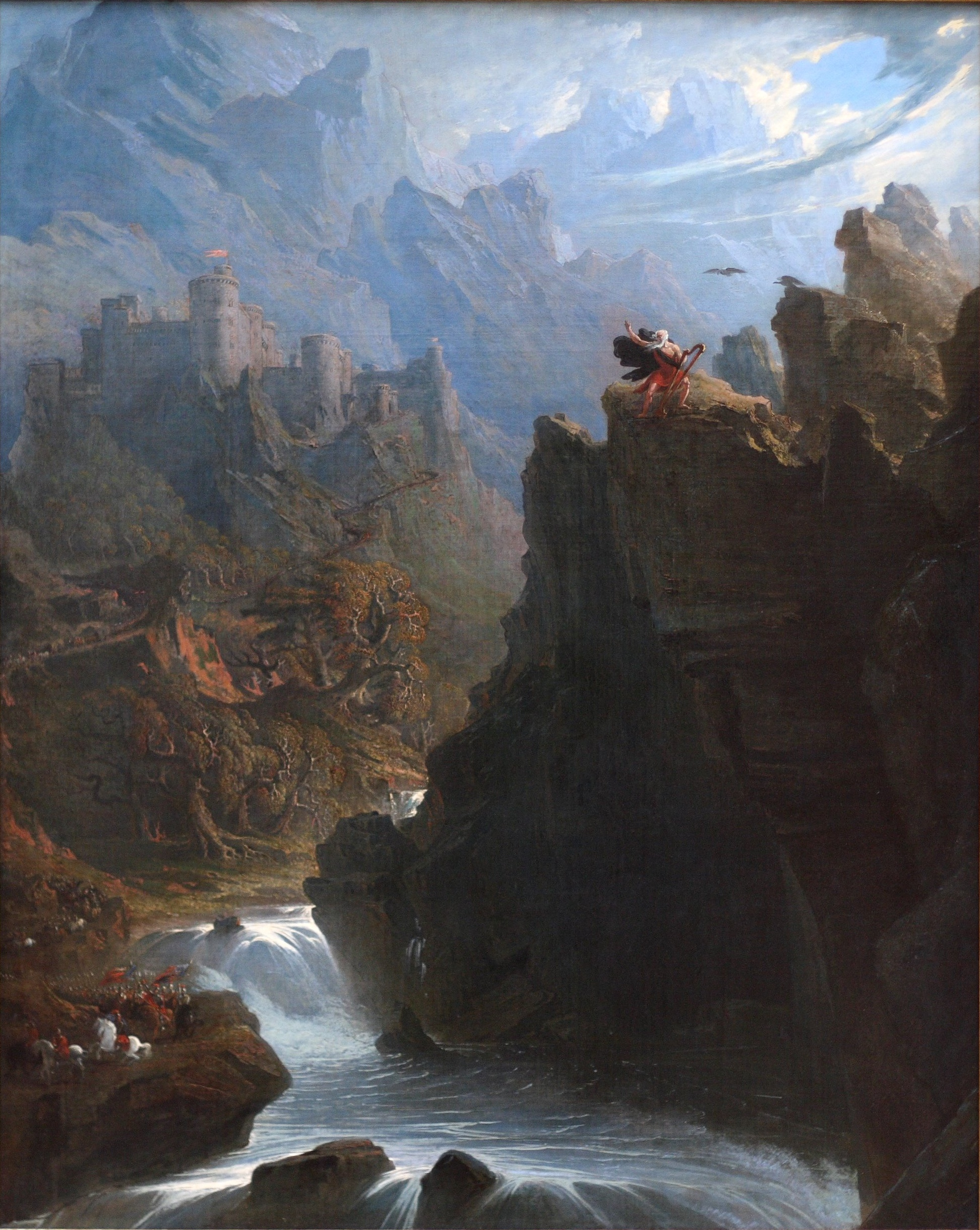
The Bard, de John Martin. La pintura muestra la huida de un bardo inspirada en el poema de Thomas Gray.

El 4 de diciembre se presentó el libro en la Biblioteca Nacional de Escocia de Edimburgo, en un té organizado para unos doscientos niños en el cual la escritora ofició de anfitriona. El día del lanzamiento, las librerías londinenses organizaron diversos eventos para esperar la puesta a la venta de los ejemplares; el sitio web MuggleNet realizó un podcast con la cobertura en vivo sobre el acontecimiento.
Según informó el diario inglés The Daily Telegraph, la tirada mundial del libro alcanzó los siete millones y medio de copias en unas veinte lenguas. El libro vendió 367.627 de ejemplares en el Reino Unido en sus primeros tres días de publicación, convirtiéndose en el libro vendido con mayor rapidez en 2008. En su primera semana a la venta consiguió 4,6 millones de euros (unos 6,4 millones de dólares).
En abril de 2009, J. K. Rowling asistió a la segunda reunión cumbre del G-20 en el Royal Opera House de Londres y efectuó una lectura de los cuentos de su libro frente a primeras damas reunidas.

#### Edición en español
La publicación del libro en el mercado hispanohablante estuvo precedida de una polémica que se desarrolló en los sitios fan de la serie Harry Potter. La misma se centró en torno a la editorial responsable de editar la antología. Ediciones Salamandra, que había publicado las siete novelas que componían la autora, había sido criticada con anterioridad con respecto a las traducciones de los libros o las ilustraciones utilizadas para las ediciones en castellano.
El sitio web HarryLatino.com organizó una encuesta luego del anuncio de publicación de Los cuentos de Beedle el bardo En la misma se buscaba saber si los lectores de Rowling preferían que Salamandra editase también este nuevo libro o que fuera otra editorial la encargada de realizar dicha tarea. El resultado fue un «empate técnico», ganando por poco la facción que deseaba un cambio para la publicación de las fábulas
Además, mientras que diversas editoriales alrededor del mundo iban confirmando la publicación del libro el 4 de diciembre, Salamandra se tomó más tiempo para hacer el anuncio, lo cual también trajo aparejadas críticas por parte de los lectores; incluso, el diario español La Vanguardia afirmó que Salamandra publicaría el libro en diciembre aunque la editorial no había hecho anuncio oficial alguno. Finalmente, en octubre se anunció oficialmente el lanzamiento del libro y que Dolores Avendaño, ilustradora de todos los libros escritos por Rowling, también sería la encargada de ilustrar la portada de esta nueva publicación y Gemma Rovira Ortega sería la traductora.

## Respuesta de la crítica
En Estados Unidos, la revista Time calificó a Los cuentos de Beedle el bardo como «un placer menor» dentro de la obra de Rowling. En la reseña se marcó que, a pesar de que ninguno de los cuentos es malo, lo que sí varía es la calidad de los mismos, siendo «El mago y el cazo saltarín» y «Babbitty Rabbitty y su cepa carcajeante» los peores. En cambio «El corazón peludo del brujo» con sus reminiscencias a la imaginería de Edgar Allan Poe es, junto a los dos fábulas restantes y a las notas de Dumbledore lo mejor del volumen. En estas últimas, el director de Hogwarts da rienda suelta a su extravagancia de forma muy divertida, comentó Lev Grossman.
En el Reino Unido, Kate Kellaway de The Observer opinó que el libro era una amena broma que precisaba de la complicidad del lector. «Rowling posee un agudo –y refrescante– interés por la falibilidad de la magia y celebra los actos de confianza humanos como forma alternativa de hechicería». Menos entusiasta fue el comentario de John Mullan en The Guardian, quien opinó que el ingenio de Rowling tal vez no era el más adecuado para el género; en su opinión, los elementos macabros de sus relatos fallaban en su intento de evocar la misma inquietud que los relatos de autores consagrados en el género como Hans Christian Andersen.
En el periódico El País de Uruguay, Mercedes Estramil afirmó que el libro resulta más disfrutable para los entendidos en la obra de la autora pero que, no obstante, el lector no iniciado puede disfrutar también del volumen. Las notas de Dumbledore, en su opinión, suponían un juego de espejos ficcionales y un placer adicional para la obra, la cual también posee otras virtudes:

Además de resultar imaginativa y entretenida casi siempre, Rowling se maneja bien en distintos niveles de lectura. Expone con decisión y picardía lo inverosímil, enmarca un universo legendario en un historicismo apócrifo pero persuasivo, y toca temas de actualidad. Cómo no leer en la lucha entre magos y muggles (gente corriente) -uno de los ejes conceptuales de todo Harry Potter- una metáfora del enfrentamiento xenófobo y del horror a la mezcla de las sociedades actuales. O cómo no leer en sus abnegadas e inteligentes pero perseguidas "brujas" ecos de una misoginia perdurable.
 –Mercedes Estramil.

Carolina Tosi publicó una reseña positiva en la revista de literatura infantil Imaginaria y en la publicación cultural Revista Ñ. Tosi destacó que, aunque el libro presenta una conexión muy delgada con el resto de las obras de Rowling, el resultado «no decepciona; por el contrario, el cruce que se establece en la obra entre “ficción” y “realidad” no deja lugar a resquicios ni a lecturas forzadas».